# 렛츠런 문화공감센터

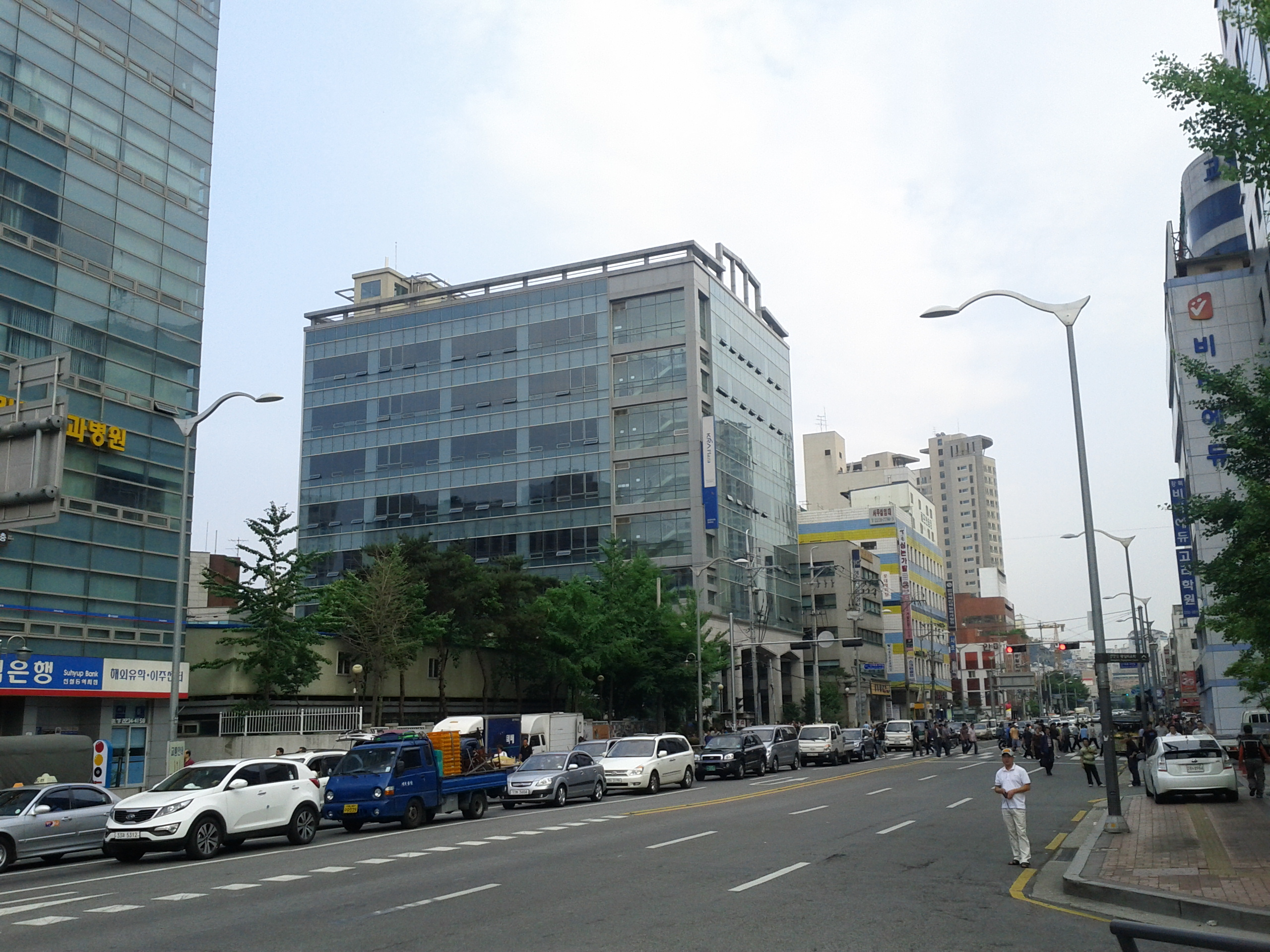
동대문 지점. 신설동역 근처에 있다.

렛츠런 문화공감센터 또는 렛츠런 CCC(Let's Run Culture×Convenience×Center)는 한국마사회의 장외 마권 발매를 담당하는 지점을 말한다. 경마공원에 가서 경마를 관람하기 어려운 경마팬을 위해 설치, 운영되는 시설이다. 2004년까지는 마사랑(馬事廊)이라 불렸으며, 2014년까지는 KRA 플라자라고 했다. 장외발매소라고도 부른다.
렛츠런 문화공감센터에서 마권을 구매할 경우 마권 구매액에서 레저세가 해당 지점이 위치한 지자체와 해당 경주를 시행한 경마공원이 위치한 지자체에 자동으로 분배된다. 이것은 지자체가 문화공감센터의 신규 도입을 반기면서 동시에 반대하는 이유이기도 하다.
2011년 6월까지는 경마일에 입장시 별다른 입장료를 징수하지 않았으나 이후부터는 경마공원과 같은 800원을 받았고 2012년 7월부터 1,000원으로 인상되었다. 2016년 현재 지정좌석제만 운영되며 최소 5,000원을 징수한다.
인터넷 홈페이지와 마이카드 앱을 통해 경마개최일의 전일에 좌석 예매를 시행하고 있다.

## 지점 목록
2018년 6월 현재 서울특별시에 10개, 경기도에 9개, 인천광역시에 4개, 부산광역시에 2개, 충청남도/대전광역시/광주광역시/대구광역시/경상남도에 각 1개씩 운영되고 있다.

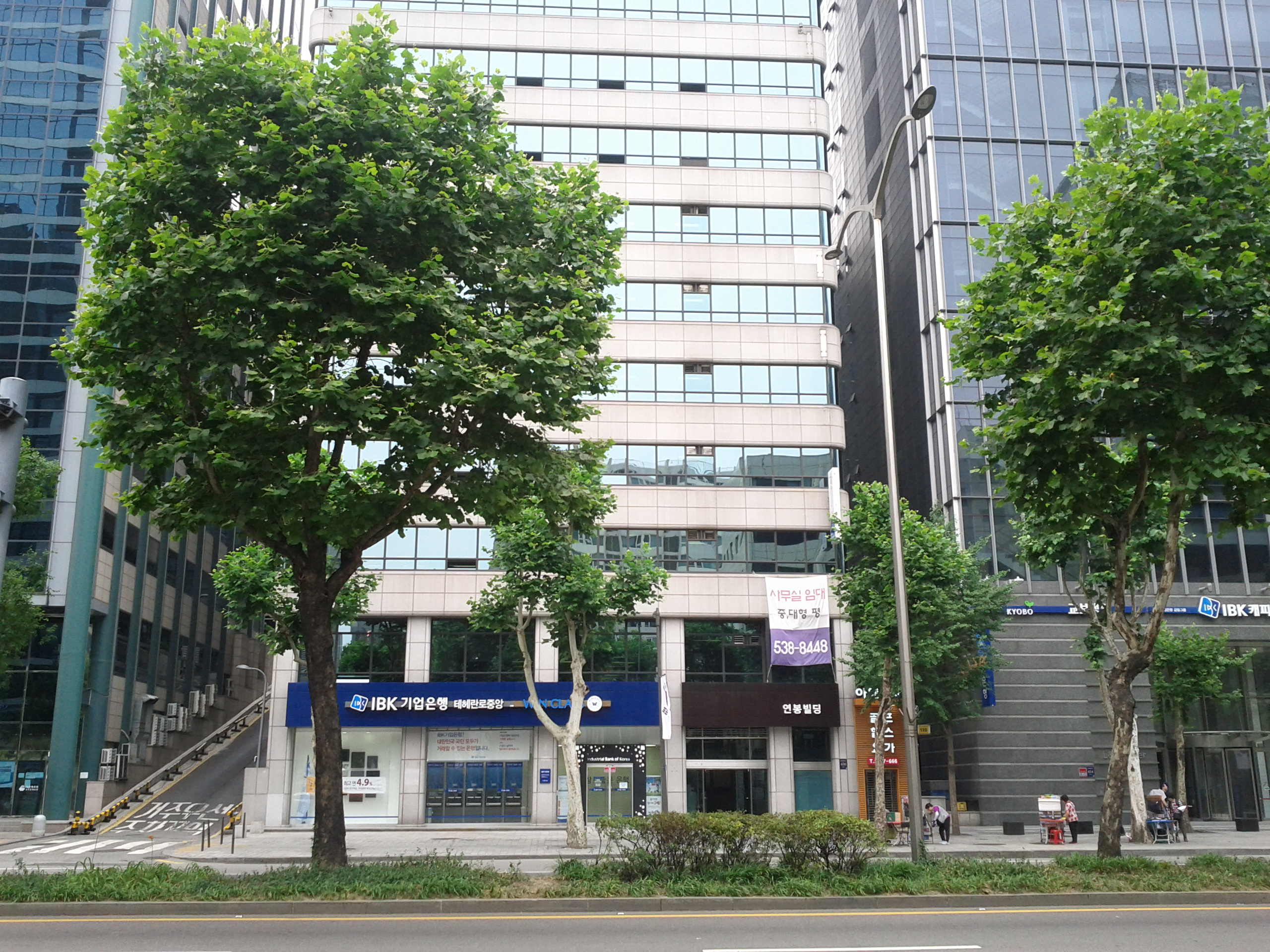
선릉 지점. 선릉역 근처에 있다.

서울특별시에는 2018년 6월 현재 10개의 렛츠런 문화공감센터가 운영되고 있으며, 건물 임대기간이 끝나 운영이 중단된 곳도 있다. 용산지사의 경우에는 최근 2014년에 열었다가 학부모와 지역사회의 반발에 결국 2017년 12월말 폐쇄되었다.
- 강남지사(현 청담지사) (서울특별시 강남구 도산대로 529, 1,042석)
- 강동지사 (서울특별시 강동구 구천면로 200, 3,450석)
- 강북지사 (서울특별시 강북구 도봉로 302, 2,721석)
- 도봉지사 (서울특별시 도봉구 노해로67길 14,4,291석)
- 동대문지사 (서울특별시 동대문구 난계로 254, 2,358석)
- 선릉지사 (서울특별시 강남구 테헤란로 416, 1232석)
- 종로지사 (서울특별시 종로구 난계로29길 49, 901석)
- 중랑지사 (서울특별시 중랑구 망우로 404, 1,332석)
- 영등포지사 (서울특별시 영등포구 영중로8길 14, 5,517석)
- 워커힐지사 (서울시 광진구 워커힐로 177(광장동 21) 그랜드 워커힐 서울[1])
- 용산지사 (2017년 12월말 폐쇄, 574석)
- 마포지점 (2011년 폐쇄)
- 명동지점
- 서초지점 (2007년 폐쇄)
- 성동지사 (2012년 폐쇄, 1,964명 입장가능)
- 은평지점
- 천호지점
- 청량리지점

## 같이 보기
- 마권
- 경마공원